# Landkreis Löbau-Zittau
Der Landkreis Löbau-Zittau (bis 31. Dezember 1994 Sächsischer Oberlausitzkreis) war von 1994 bis 2008 ein Landkreis im äußersten Osten des Freistaates Sachsen. Nachbarkreise waren im Norden der Niederschlesische Oberlausitzkreis und die kreisfreie Stadt Görlitz, im Westen der Landkreis Bautzen. Östlich grenzte der Landkreis an die Republik Polen (Woiwodschaft Niederschlesien), südlich an die Tschechische Republik. Der Kreis war Mitglied der Euroregion Neiße.
In der sächsischen Kreisreform 2008 wurde er in den neu gebildeten Landkreis Görlitz integriert.

## Geografie
Bedeutende Flüsse im ehemaligen Landkreis sind die Lausitzer Neiße, die Mandau und das Löbauer Wasser. Daneben liegt dort auch das Quellgebiet der Spree.
Als deutscher Teil des Lausitzer Gebirges liegt das Zittauer Gebirge im südlichen Teil des ehemaligen Landkreises. Die höchsten Berge waren die Lausche (793 m) und der Hochwald (749 m).
Siehe auch: Liste der Landschaften in Sachsen, Liste der Gewässer in Sachsen, Naturräume in Sachsen

## Geschichte
Am Ende des 12. und Anfang des 13. Jahrhunderts drangen bäuerliche deutsche Siedler in das slawisch besiedelte Gebiet. Dorfanlagen entstanden in der Regel als Waldhufendörfer. Im Jahr 1346 kam es zum Zusammenschluss der Städte Bautzen, Kamenz, Lauban, Löbau, Görlitz und Zittau zum Oberlausitzer Sechsstädtebund, dessen Konventsstadt Löbau wurde.
Seit dem Jahr 1346 gehörte das Kreisgebiet zum Königreich Böhmen im Verbund des Markgrafentums Oberlausitz. Fast 300 Jahre später ging es 1635 in das Hoheitsgebiet des Kurfürstentums Sachsen über.
Im 16. Jahrhundert wurden infolge des sprunghaften Aufschwungs der Leineweberei neue Siedlungen angelegt. Zittau zählte zu den reichsten Grundbesitzern der südlichen Oberlausitz.
1722 kam es zur Gründung Herrnhuts. Graf Zinzendorf ermöglichte böhmischen und mährischen Glaubensflüchtlingen die Ansiedlung. Im 18. und 19. Jahrhundert kam es auch andernorts zu neuen Dorfausbauten infolge Zustroms böhmischer Glaubensflüchtlinge.
Mitte des 19. Jahrhunderts wurde die Hausweberei schrittweise durch die industrielle Großproduktion ersetzt. Erneut kam es zu einem Siedlungswachstum und Zittau entwickelte sich zum industriellen Zentrum der Oberlausitz. Der Bau der Bahnstrecken Görlitz–Zittau, Zittau–Reichenberg (Böhmen) sowie der Schmalspurbahn Zittau–Oybin/Jonsdorf trugen dem Rechnung.
Auf dem Löbauer Berg wurde 1854 der, in seiner gusseisernen Konstruktion europaweit einmalige, König-Friedrich-August-Turm erbaut. Er sollte knapp 150 Jahre später zum Wappen des Landkreises Löbau werden.
Gegen Ende des Jahrhunderts, im Jahr 1888, nahm die lange Geschichte des Zittauer Fahrzeugbaus ihren Anfang.
Am Anfang des 20. Jahrhunderts hatte die industrielle Produktion die Heimindustrie in die Bedeutungslosigkeit gedrängt. Es kam zu einer Bevölkerungskonzentration in Ballungsgebieten mit starker Wirtschaftskraft infolge der technischen und industriellen Revolution.
Das Kreisgebiet wurde gegen Ende des Zweiten Weltkriegs weitgehend von Zerstörungen verschont. Dafür kam es zur Grenzziehung entlang der Lausitzer Neiße und der Vertreibung der deutschen Bevölkerung aus den östlich davon gelegenen Gebieten.
Am 25. Juli 1952 kam es zur Neugliederung der Kreise der DDR, aus der auch die Kreise Löbau und Zittau hervorgingen.
In der Wendezeit setzte ein Umstrukturierungsprozess vor allem in der Wirtschaft ein. Es kam zum Arbeitsplatzabbau, aber auch zum infrastrukturellen Ausbau.
Mit der Kreisgebietsreform im Jahr 1994 wurden die Landkreise Löbau und Zittau sowie die Orte des Eigenschen Kreises des Landkreises Görlitz zunächst unter dem Namen Sächsischer Oberlausitzkreis, dessen Benennung ähnlich dem des Niederschlesischen Oberlausitzkreises historisch begründet ist, mit Zittau als Kreissitz vereinigt. Vergleichbar mit dem Landkreis Westlausitz-Dresdner Land kam es auch im Sächsischen Oberlausitzkreis zur Ablehnung des Namens, aus der die Namensänderung zu Landkreis Löbau-Zittau zum 1. Januar 1995 hervorging. Zum Landrat wurde 1994 Volker Stange gewählt, der zuvor in gleicher Funktion für den Landkreis Löbau tätig war.
Im Zuge der Gemeindegebietsreform 1999 wurde die Zahl der Gemeinden durch Eingemeindungen und Zusammenschlüsse um acht verringert.
Durch eine erneute Kreisgebietsreform wurden der Landkreis Löbau-Zittau, die Stadt Görlitz sowie der Niederschlesische Oberlausitzkreis zum 1. August 2008 – genau 14 Jahre nach Gründung der Landkreise – zum Landkreis Görlitz mit Görlitz als Kreissitz zusammengeschlossen.
Am 23. September 2008 erhielt der Kreis den von der Bundesregierung verliehenen Titel „Ort der Vielfalt“.
→ Zur Geschichte siehe auch: Oberlausitz

## Wappen

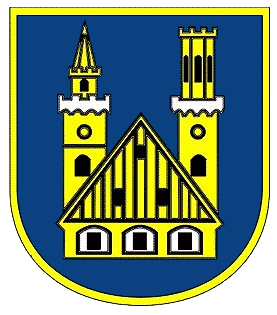
Kreiswappen

Zur Wappenfindung wurde 1994 ein Wettbewerb ausgeschrieben, aus dem 1995 ein Vorschlag des Löbauers Dieter Strahl als Sieger hervorging. Mit 44 Ja-, 6 Gegenstimmen und 6 Enthaltungen hat der Kreistag am 27. März 1996 die Führung des Wappens im Landkreis Löbau-Zittau beschlossen. Dieses Wappen wurde am 29. Mai 1996 vom Regierungspräsidium Dresden genehmigt.
Blasonierung
In Blau mit goldenem Stabbord hinter einem Umgebindehaus zwei Türme (links Rathausturm von Löbau, rechts Rathausturm von Zittau), die Gebäude jeweils golden mit silbernen Architekturteilen.
Bedeutung
Da das ehemalige Kreisgebiet zur Oberlausitz zählt, wurden dem Wappen des Kreises die Farben Blau und Gelb aus dem Wappen der Oberlausitz zugrunde gelegt. Das Umgebindehaus ist im südlichen Teil der Oberlausitz ein typisches Wohn- und Arbeitsgebäude; die Türme sind den Rathaustürmen der beiden namensgebenden Städte nachempfunden: links (heraldisch rechts) der Löbauer Rathausturm, rechts (heraldisch links) der Zittauer Rathausturm.

## Verkehr
Bundesstraßen
- Bundesstraße 6: Bautzen–Löbau–Görlitz
- Bundesstraße 96: Zittau–Ebersbach/Sa.–Oppach–Bautzen
- Bundesstraße 98: Oppach–Bischofswerda
- Bundesstraße 99: Zittau–Görlitz
- Bundesstraße 178: Zittau–Herrnhut–Löbau

Grenzübergänge
für LKW:
- Neugersdorf / Ortsumgehungsstraße S 148 – Rumburg (Rumburk) (CZ)

für PKW:
- Ebersbach/Sa. – Georgswalde (Jiříkov) (CZ)
- Großschönau – Warnsdorf (Varnsdorf) (CZ)
- Lückendorf – Petrovice (Petersdorf) (CZ)
- Neugersdorf/Hauptstraße – Georgswalde (Jiříkov) und Rumburg (Rumburk)
- Neugersdorf/Rudolf-Breitscheid-Straße – Georgswalde (Jiříkov)
- Seifhennersdorf – Warnsdorf (Varnsdorf) (CZ)
- Seifhennersdorf – Rumburg (Rumburk) (CZ)
- Zittau/Friedensstraße – Poritsch (Porajów) (PL) mit Weiterführung nach Grottau (Hrádek nad Nisou) (CZ)
- Zittau/Chopinstraße – Kleinschönau (Sieniawka) (PL)
- Zittau/Bundesstraße 178 – Kleinschönau (Sieniawka) (PL) mit Weiterführung nach Oberullersdorf (Kopaczów) – Ullersdorf (Oldřichov na Hranicích) (CZ) (geplant)

## Sehenswürdigkeiten
- Haus Schminke (Architekt Hans Scharoun) in Löbau
- Kloster St. Marienthal Ostritz
- Mittelalterliches Großes Zittauer Fastentuch in der Kreuzkirche und Kleines Zittauer Fastentuch im Franziskanerkloster Zittau
- Marstall (Salzhaus) Zittau
- Viadukte in Obercunnersdorf und in Zittau
- Gusseiserner Turm auf dem Löbauer Berg (Löbau)
- Burgruine Oybin
- Zinzendorfplatz und Völkerkundemuseum in Herrnhut
- Reiterhaus in Neusalza-Spremberg
- Deutsches Damast- und Frottiermuseum in Großschönau
- 3 Spreequellen (Kottmar, Ebersbach/Sa. und Neugersdorf)
- Bockwindmühlen Kottmarsdorf und Oderwitz
- Umgebindehäuser als regionaltypische Bauweise
- Zittauer Gebirge
- Lausitzer Bergland

## Hochschulen
- Hochschule Zittau/Görlitz (Fachhochschule)
- Neisse University (Hochschulzusammenarbeit in der Euroregion Neiße)
- Internationales Hochschulinstitut Zittau (Universitäre Einrichtung des Landes Sachsen)

## Partnerschaften
Der Landkreis unterhielt folgende partnerschaftliche Beziehungen:
- Neckar-Odenwald-Kreis, Baden-Württemberg (seit 1990)
- Landkreis Göppingen, Baden-Württemberg (seit 1991)
- Landkreis Lubań, Polen (seit 2000)

## Politik
- PDS: 15
- SPD: 7
- Grüne: 3
- FDP: 6
- CDU: 27
- DSU: 4

Erster Landrat des Kreises Löbau-Zittau war von 1994 bis 2001 Volker Stange (CDU), ihm folgte von 2001 bis 2008 Günter Vallentin (ebenfalls CDU), welcher letzter Landrat des Kreises war.

### Kreistag
Die 62 Sitze im letzten Kreistag verteilten sich folgendermaßen auf die einzelnen Parteien:
| Partei | Sitze |
| CDU    | 27    |
| LINKE  | 15    |
| SPD    | 7     |
| FDP    | 6     |
| DSU    | 4     |
| GRÜNE  | 3     |

## Städte und Gemeinden
(Einwohnerzahlen vom 31. Dezember 2006)
| Städte 1. Bernstadt a. d. Eigen (4.003) 2. Ebersbach/Sa. (8.630) 3. Herrnhut (2.821) 4. Löbau (17.695) 5. Neugersdorf (6.227) 6. Neusalza-Spremberg (3.875) 7. Ostritz (2.847) 8. Seifhennersdorf (4.562) 9. Zittau (29.835) Verwaltungsgemeinschaften - Verwaltungsgemeinschaft Bernstadt/Schönau-Berzdorf mit den Mitgliedsgemeinden Bernstadt auf dem Eigen und Schönau-Berzdorf auf dem Eigen - Verwaltungsgemeinschaft Großschönau-Hainewalde mit den Mitgliedsgemeinden Großschönau und Hainewalde - Verwaltungsgemeinschaft Herrnhut mit den Mitgliedsgemeinden Berthelsdorf, Großhennersdorf, Herrnhut und Strahwalde - Verwaltungsgemeinschaft Löbau mit den Mitgliedsgemeinden Großschweidnitz, Lawalde, Löbau und Rosenbach - Verwaltungsgemeinschaft Neusalza-Spremberg mit den Mitgliedsgemeinden Dürrhennersdorf, Neusalza-Spremberg und Schönbach - Verwaltungsgemeinschaft Obercunnersdorf mit den Mitgliedsgemeinden Niedercunnersdorf und Obercunnersdorf - Verwaltungsgemeinschaft Olbersdorf mit den Mitgliedsgemeinden Bertsdorf-Hörnitz, Jonsdorf, Olbersdorf und Oybin - Verwaltungsgemeinschaft Oppach-Beiersdorf mit den Mitgliedsgemeinden Beiersdorf und Oppach (VG-Sitz) | Gemeinden 1. Beiersdorf (1.287) 2. Berthelsdorf (1.751) 3. Bertsdorf-Hörnitz (2.503) 4. Dürrhennersdorf (1.183) 5. Eibau (4.846) 6. Friedersdorf (1.433) 7. Großhennersdorf (1.553) 8. Großschönau (6.416) 9. Großschweidnitz (1.434) 10. Hainewalde (1.753) 11. Jonsdorf, Kurort (1.825) 12. Lawalde (2.100) 13. Leutersdorf (4.145) 14. Mittelherwigsdorf (4.172) 15. Niedercunnersdorf (1.669) 16. Obercunnersdorf (2.156) 17. Oderwitz (5.833) 18. Olbersdorf (5.699) 19. Oppach (2.924) 20. Oybin (1.607) 21. Rosenbach (1.718) 22. Schönau-Berzdorf auf dem Eigen (1.765) 23. Schönbach (1.350) 24. Strahwalde (798) |

## Kfz-Kennzeichen
Am 1. August 1994 wurde dem Landkreis das seit dem 1. Januar 1991 für den Landkreis Zittau gültige Unterscheidungszeichen ZI zugewiesen. Es wurde bis zum 31. Juli 2008 ausgegeben. Seit dem 9. November 2012 ist es im Landkreis Görlitz wieder erhältlich.